# Sevilla FC
Sevilla Fútbol Club – hiszpański klub piłkarski, grający obecnie w Primera División, mający siedzibę w Sewilli, stolicy Andaluzji.
Został założony w dniu 25 stycznia 1890 jako pierwszy klub w mieście. Domowe mecze rozgrywa na stadionie Estadio Ramón Sánchez Pizjuán, który może pomieścić niespełna 45 tysięcy widzów. Zespół Sevilli zdobył raz mistrzostwo Hiszpanii (1946). Największym sukcesem w historii klubu było wywalczenie w 2006 roku (10 maja) Pucharu UEFA po zwycięstwie 4:0 w finale nad angielskim Middlesbrough FC. 25 sierpnia 2006 roku Sevilla zdobyła swoje drugie trofeum w historii, pokonując w meczu o Superpuchar Europy w Monako FC Barcelonę 3:0. W sezonie 2006/2007 Sevilla jako drugi (po Realu Madryt) klub w historii obroniła Puchar UEFA. Powtórzyła ten sukces jeszcze w sezonie 2013/2014 po wygranej 4:2 w karnych nad Benficą, a następnie w 2015 roku po wygranej na Stadionie Narodowym w Warszawie 3:2 z Dnipro. Sevilla dwukrotnie z rzędu została wybrana najlepszą drużyną na świecie przez IFFHS.

## Historia

### Początki
Klub został założony w 1905 roku. Założyciel, emigrant pochodzący z Anglii, podkreślał, że futbol to norma w mieście a jego celem jest zwyciężanie i podziw innych ludzi. Dokładna data założenia to 14 października 1905. Wtedy gubernator Sewilli, Jose Contreras Carmena, zatwierdził status klubu. Pierwszym prezesem Sevilli został Jose Luis. Na początku swojego istnienia drużyna rozgrywała jedynie mecze towarzyskie. 5 lat po założeniu klubu drużyna zainaugurowała na nowym stadionie, a 2 lata później odnieśli pierwszy sukces. Rok 1914 przyniósł ze sobą zmianę prezesa. Został nim Francisco, a jego zadaniem miało być „osadzenie” Sevilli na „tronie królewskim”. Niedługo trzeba było czekać na pierwsze efekty. 8 II 1915 Sevilla spotykała się z Betisem Bolompie. Po wyrównanym meczu Sevilla zwyciężyła 4:3 i została najlepszą drużyną Andaluzji.
W roku 1916 drużyna w końcu zainaugurowała w hiszpańskiej 1 lidze, a pierwszym rozegranym meczem ligowym był zremisowany 2:2 mecz z drużyną Kadyksu. Zaraz po II wojnie światowej Sevilla zdobyła jedyny, jak dotychczas, tytuł mistrzów Hiszpanii.

### Wielkie sukcesy Sevilii
Nie jest to jednak największy sukces w historii klubu. W sezonie 2005/2006 Sevilla FC zdobyła Puchar UEFA, w finale pewnie pokonując Middlesbrough 4:0. Jesienią 2006 klub z Andaluzji przegrał mecz pokazowy z okazji stulecia Wisły Kraków 0:1 (gol Hristu Chiacu). W sezonie 2006/2007 ponownie zdobyła „puchar pocieszenia” pokonując Espanyol Barcelona w rzutach karnych 3:1 (2:2 po dogrywce, 1:1 w regulaminowym czasie gry) oraz Puchar Króla po wygranej 1:0 nad Getafe. W lidze w tabeli końcowej klub zajmuje 3. miejsce z liczbą 71 punktów (po 5. pkt straty do mistrza Realu Madryt i FC Barcelony). Klub z Andaluzji stał się nową siłą w skostniałym układzie europejskiego futbolu. Duża w tym rola prezesa José María del Nido. W ostatnich latach drużynę opuściło wielu czołowych zawodników takich jak Sergio Ramos czy José Antonio Reyes, a pomimo to zdołano znaleźć ich godnych następców. Na początek sezonu 2007/2008 Sevilla zdobyła Superpuchar Hiszpanii gromiąc Królewskich 1:0 (u siebie) i 5:3 (wyjazd).
W dniu 28 sierpnia 2007 zmarł jeden z zawodników klubu – Antonio Puerta. Podczas meczu z Getafe CF (25.08.2007) zasłabł, po czym po interwencji kolegów z drużyny, Palopa i Dragutinovicia, oraz lekarzy wstał i udał się do szatni. Tam zasłabł ponownie i został przewieziony do szpitala Virgen del Rosario. Lekarze określali jego stan jako krytyczny. Zmarł na skutek zatrzymania akcji serca. Kilka dni po tej tragedii 31 sierpnia w meczu o Superpuchar Europy Sevilla uległa A.C. Milanowi 1:3. Podczas tego meczu uczczono pamięć o piłkarzu. Rozpoczęto go minutą ciszy, a zawodnicy obu zespołów oprócz swojego numeru i nazwiska mieli także nazwisko Antonio Puerty.

### Era Unaia Emery’ego
W sezonie 2012/13 trenerem Sevilli został Unai Emery.
W letnim okienku transferowym w 2013 roku zespół opuścili między innymi Álvaro Negredo.
, Emir Spahić, Geoffrey Kondogbia, Jesús Navas. i Gary Medel. Na ich miejsce klub pozyskał młodych zawodników. Sprowadzeni zostali Kévin Gameiro, Vicente Iborra, Raul Rusescu, Carlos Bacca, Marko Marin.
czy Denis Czeryszew (dwaj ostatni zostali wypożyczeni). Po tym jak zespół wyeliminował w rundzie play-off Śląsk Wrocław 9:1 został umieszczony w grupie „H” Ligi Europy, gdzie znajdowały się takie drużyny jak SC Freiburg, Estoril Praia oraz Slovan Liberec.
26 marca po zwycięstwie 2:1 nad Realem Madryt, Sevilla awansowała na piąte miejsce w hiszpańskiej Primera División. 1 maja podopieczni Unaia Emeryego awansowali do finału Ligi Europy, wygrywając dwumecz z Valencią. W finale klub pokonał Benficę Lizbona po rzutach karnych. Dwa strzały piłkarzy z Lizbony obronił Beto.
12 sierpnia Sevilla przegrała w Superpucharze Europy z Realem Madryt 0:2. 27 maja na Stadionie Narodowym w Warszawie w drugim z rzędu finale Ligi Europy wygrali z Dnipro Dniepropetrowskiem 3:2 po golach Carlosa Bacci i Grzegorza Krychowiaka.
W meczu o Superpuchar Europy klub z Andaluzji przegrał z FC Barceloną 4:5. Ponadto po raz kolejny Sevilla triumfowała w rozgrywkach Ligi Europy, gdzie w finale pokonała Liverpool 3:1. Po sezonie Unai Emery opuścił stanowisko szkoleniowca klubu.

### Jorge Sampaoli
28 czerwca oficjalna strona poinformowała o zatrudnieniu nowego trenera. Został nim Jorge Sampaoli, który wraz z Chile zdobył Copa America. Za kwotę ok. 35 mln euro sprzedano Grzegorza Krychowiaka. Oprócz niego zespół opuścili: Ever Banega, José Antonio Reyes, Luismi, Beto, Federico Fazio, Ciro Immobile oraz Kevin Gameiro. Nowymi piłkarzami klubu zostali natomiast: Pablo Sarabia, Hiroshi Kiyotake, Matias Kranevitter (wypożyczenie), Joaquín Correa, Franco Vázquez, Ganso, oraz Luciano Vietto.
Po Sampaolim trenerami pierwszej drużyny został

## Stroje
Podstawowymi koszulkami Sevilli są białe koszulki. Drugi strój ma kolor czerwony, a strój zapasowy jest granatowy. W sezonie 1986/7 sponsorem Sevilli był Expo '92. W sezonie 2020/21 sponsorem technicznym Sevilli jest Nike.

### Sponsorzy
| Lata      | Sponsor główny                |
| --------- | ----------------------------- |
| 1986–1990 | Seville Expo '92              |
| 1990–1994 | Brak                          |
| 1994–1996 | Marbella                      |
| 1996–1998 | Brak                          |
| 1998–2000 | SuperCable & Eurotex Pinturas |
| 2000–2002 | Andalucia                     |
| 2002–2003 | OID                           |
| 2003–2004 | Brak                          |
| 2004–2005 | La Gitana                     |
| 2005–2006 | Stevenson                     |
| 2006–2009 | 888.com                       |
| 2009–2011 | 12bet.com                     |
| 2011–2012 | Brak                          |
| 2012–2013 | inter wetten.es               |
| 2014–2015 | Visit Malaysia                |
| 2016–2017 | SeePuertoRico.com             |
| 2017–2019 | Playtika                      |
| 2019–     | Marathonbet                   |

| Lata      | Sponsor techniczny |
| --------- | ------------------ |
| 1980–1985 | Adidas             |
| 1985–1986 | Yama               |
| 1986–1990 | Puma               |
| 1990–1992 | Bukta              |
| 1992–1993 | Front Runner       |
| 1993–1994 | Hotshot            |
| 1994–2001 | Umbro              |
| 2001–2011 | Joma               |
| 2011–2012 | Li-Ning            |
| 2012–2013 | Umbro              |
| 2013–2015 | Warrior            |
| 2015–2018 | New Balance        |
| 2018–2022 | Nike               |
| 2022–     | Castore            |

## Sukcesy

### Trofea międzynarodowe

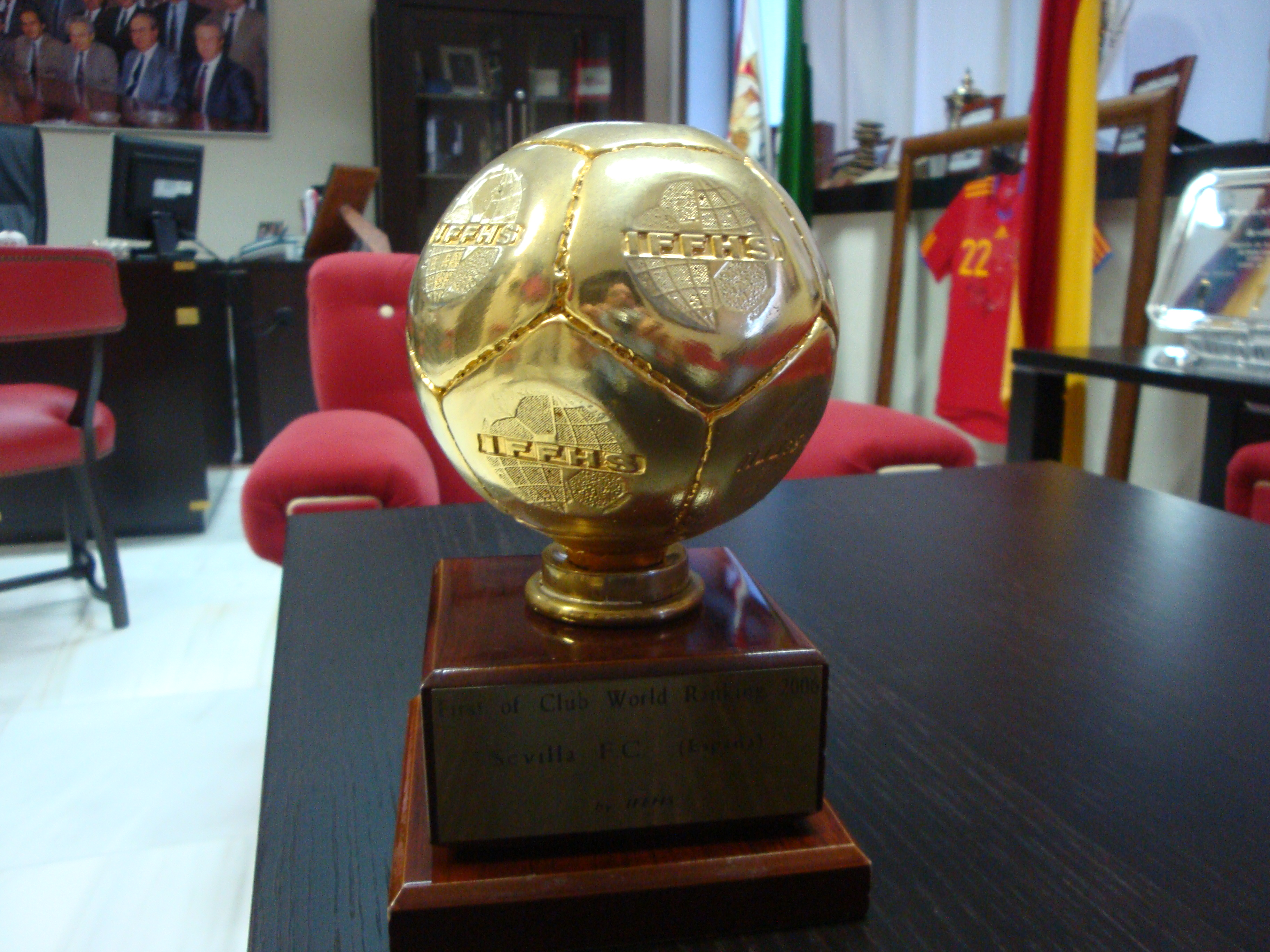
Trofeum dla najlepszej drużyny świata zdobyte w 2006 roku.

| \| \| Zdobyte trofea w rozgrywkach międzynarodowych (stan na: 31-05-2023) \| |                                                                     |             |                                          |
| Rozgrywki                                                                    | Osiągnięcie                                                         | Razy        | Sezon(y)                                 |
| · Liga Mistrzów · (Puchar Europy)                                            | zdobywca                                                            | 0           |                                          |
| · Liga Mistrzów · (Puchar Europy)                                            | finalista                                                           | 0           |                                          |
| · Liga Mistrzów · (Puchar Europy)                                            | ćwierćfinalista                                                     | 2           | 1958, 2018                               |
| · Liga Europy · (Puchar UEFA)                                                | zdobywca                                                            | 7* (rekord) | 2006, 2007, 2014, 2015, 2016, 2020, 2023 |
| · Liga Europy · (Puchar UEFA)                                                | finalista                                                           | 0           |                                          |
| · Puchar Zdobywców                                                           | zdobywca                                                            | 0           |                                          |
| · Puchar Zdobywców                                                           | finalista                                                           | 0           |                                          |
| · Puchar Zdobywców                                                           | 1/16 finału                                                         | 1           | 1963                                     |
| · Superpuchar UEFA                                                           | zdobywca                                                            | 1           | 2006                                     |
| · Superpuchar UEFA                                                           | finalista                                                           | 6           | 2007, 2014, 2015, 2016, 2020, 2023       |
| FIFA                                                                         | Zdobyte trofea w rozgrywkach międzynarodowych (stan na: 31-05-2023) |             |                                          |

### Trofea krajowe
| \| \| Zdobyte trofea w rozgrywkach Hiszpanii (stan na: 21-04-2018) \| |                                                              |      |                              |
| Rozgrywki                                                             | Osiągnięcie                                                  | Razy | Sezon(y)                     |
| · Mistrzostwo                                                         | I miejsce                                                    | 1    | 1946                         |
| · Mistrzostwo                                                         | II miejsce                                                   | 4    | 1940, 1943, 1951, 1957       |
| · Mistrzostwo                                                         | III miejsce                                                  | 4    | 1944, 1970, 2007, 2009       |
| · Puchar                                                              | zdobywca                                                     | 5    | 1935, 1939, 1948, 2007, 2010 |
| · Puchar                                                              | finalista                                                    | 4    | 1955, 1962, 2016, 2018       |
| · Superpuchar                                                         | zdobywca                                                     | 1    | 2007                         |
| · Superpuchar                                                         | finalista                                                    | 4    | 1948, 2010, 2016, 2018       |
| Hiszpania                                                             | Zdobyte trofea w rozgrywkach Hiszpanii (stan na: 21-04-2018) |      |                              |

- Copa Andalucía:
  - zdobywca (18x): 1917, 1919, 1920, 1921, 1922, 1923, 1924, 1925, 1926, 1927, 1929, 1930, 1931, 1932, 1933, 1936, 1939, 1940
  - finalista (3x): 1916, 1918, 1928

### Trofea towarzyskie
- Trofeo Antonio Puerta:
  - zdobywca (6x): 2008, 2009, 2011, 2012, 2013, 2014
  - finalista (1x): 2010
- Trofeo Ramón de Carranza:
  - zdobywca (6x): 1955, 1956, 1957, 2004, 2008, 2009
  - finalista (3x): 1958, 1981, 1994
- Trofeo Costa del Sol:
  - zdobywca (2x): 1964, 2004
  - finalista (2x): 1961, 1979
- Trofeo Teresa Herrera:
  - zdobywca (4x): 1946, 1954, 1960, 2011
- Trofeo Colombino:
  - zdobywca (4x): 1975, 1985, 1996, 2005
  - finalista (3x): 1967, 1991, 1997
- Trofeo del Olivo:
  - zdobywca (2x): 2000, 2013
  - finalista (2x): 2001, 2008
- Trofeo Ciudad de Sevilla:
  - zdobywca (7x): 1972, 1973, 1976, 1978, 1982, 1984, 1994
  - finalista (4x): 1975, 1977, 1980, 1981
- Trofeo Ciudad de Estella:
  - zdobywca (2x): 1987, 1988
- Trofeo Ciudad de Vigo:
  - zdobywca (2x): 1995, 2003
  - finalista (1x): 1990
- Trofeo Ciudad de la Línea:
  - zdobywca (3x): 2001, 2002, 2003
- Russian Railways Cup:
  - zdobywca (1x): 2008
- Achille & Cesare Bortolotti Trophy:
  - zdobywca (1x): 2010
- Trofeo Fundación Xerez CD:
  - zdobywca (1x): 2011
- Antonio Camacho Memorial:
  - zdobywca (1x): 2012
- Trofeo Costa Brava:
  - zdobywca (1x): 2012
- Trofeo DirecTV:
  - zdobywca (2x): 2013-I, 2013-V
  - finalista (1x): 2013-III
- Supercopa Euroamericana:
  - finalista (1x): 2015

## Obecny skład
Stan na 29 sierpnia 2024
| Nr | Poz. | Piłkarz                                       |
| -- | ---- | --------------------------------------------- |
| 1  | BR   | Álvaro Fernández                              |
| 3  | OB   | Adrià Pedrosa                                 |
| 4  | OB   | Kike Salas                                    |
| 5  | NA   | Lucas Ocampos                                 |
| 6  | PO   | Nemanja Gudelj (2. kapitan)                   |
| 7  | NA   | Isaac Romero                                  |
| 8  | PO   | Joan Jordán                                   |
| 9  | NA   | Kelechi Iheanacho                             |
| 10 | NA   | Suso                                          |
| 11 | NA   | Dodi Lukebakio                                |
| 12 | PO   | Albert Sambi Lokonga (wypożyczony z Arsenalu) |
| 13 | BR   | Ørjan Nyland                                  |
| 14 | NA   | Peque                                         |

| Nr | Poz. | Piłkarz                                               |
| -- | ---- | ----------------------------------------------------- |
| 15 | OB   | Gonzalo Montiel                                       |
| 16 | OB   | Jesús Navas (kapitan)                                 |
| 17 | PO   | Saúl (wypożyczony z Atlético Madryt)                  |
| 18 | PO   | Lucien Agoumé                                         |
| 19 | OB   | Valentín Barco (wypożyczony z Brighton & Hove Albion) |
| 20 | PO   | Djibril Sow                                           |
| 21 | NA   | Chidera Ejuke                                         |
| 22 | OB   | Loïc Badé                                             |
| 23 | OB   | Marcão                                                |
| 24 | OB   | Tanguy Nianzou                                        |
| 26 | OB   | Juanlu Sanchez                                        |
| 32 | OB   | José Ángel Carmona                                    |

### Piłkarze na wypożyczeniu
| Nr | Poz. | Piłkarz                                             |
| -- | ---- | --------------------------------------------------- |
|    | OB   | Federico Gattoni (w River Plate do 30 czerwca 2025) |
|    | NA   | Adnan Januzaj (w Las Palmas do 30 czerwca 2025)     |

| Nr | Poz. | Piłkarz                                  |
| -- | ---- | ---------------------------------------- |
|    | NA   | Rafa Mir (w Valencii do 30 czerwca 2025) |

## Sztab szkoleniowy
- Trener: Julen Lopetegui
- Asystent trenera: Pablo Sanz, Juan Vicente Peinado
- Trener przygotowania fizycznego: Pepe Conde
- Trener bramkarzy: José Luis Silva
- Fizjoterapeuta: José Francisco Vallejo Aparicio
- Lekarz: Salvador Castillo, José Ramón Pineda Guillén

## Ośrodek treningowy
Sevilla trenuje na Ciudad Deportiva José Ramón Cisneros Palacios. Baza treningowa została zbudowana w 1974 roku i znajduje się w Utrera, miejscowości położonej nieopodal Sewilli. Mieści się tam także boisko na którym trenują juniorskie drużyny Sevilli.

## Prezesi klubu

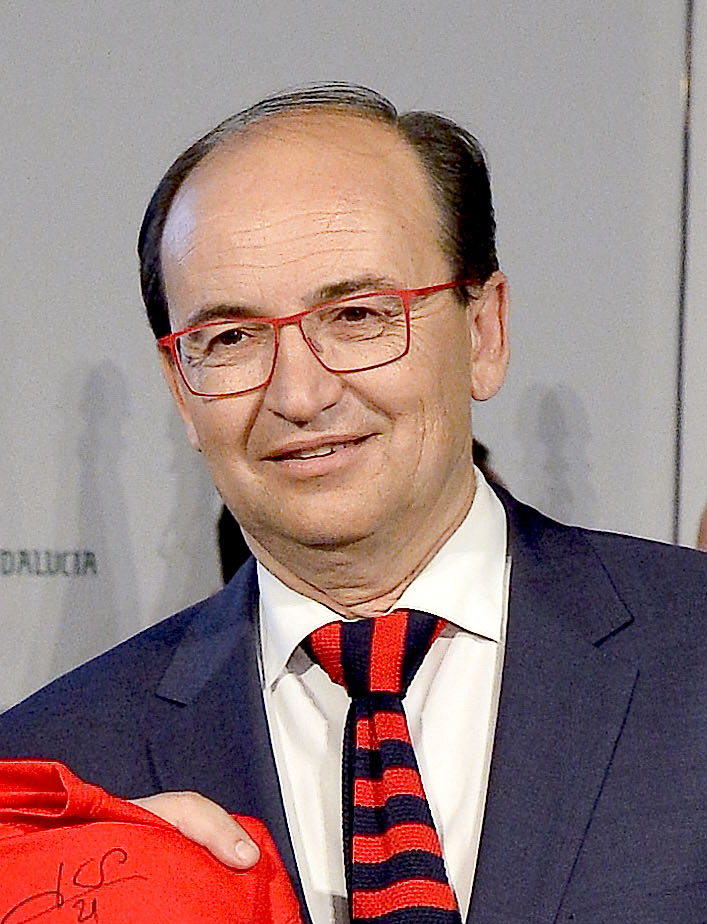
José Castro Carmona, obecny prezes klubu

- 14/10/1905 – 25/10/1908: José Luis Gallegos Arnosa
- 25/10/1909 – 18/12/1912: Carlos García Martínez
- 18/12/1912 – 27/06/1914: Josep Maria Miró i Trepat
- 27/06/1914 – 23/06/1920: Francisco Javier Alba y Alarcón
- 23/06/1920 – 15/06/1921: Enrique Balbontín de Orta
- 15/06/1921 – 13/05/1922: Jorge Graells Miró
- 13/05/1922 – 16/05/1923: Carlos Piñar y Pickman
- 16/05/1923 – 14/06/1925: Manuel Blasco Garzón
- 14/06/1925 – 16/02/1932: Juan Domínguez Osborne
- 16/02/1932 – 05/12/1941: Ramón Sánchez-Pizjuán Muñoz
- 05/12/1941 – 07/09/1942: Antonio Sánchez Ramos
- 07/09/1942 – 05/05/1948: Jerónimo Domínguez y Pérez de Vargas
- 05/05/1948 – 28/10/1956: Ramón Sánchez-Pizjuán Muñoz
- 28/10/1956 – 19/07/1957: Francisco Graciano Brazal
- 19/07/1957 – 19/08/1961: Ramón de Carranza Gómez Pablo
- 19/08/1961 – 23/07/1963: Guillermo Moreno Ortega
- 23/07/1963 – 04/05/1966: Juan López Sánchez
- 04/05/1966 – 21/06/1966: Antonio García Carranza
- 21/06/1966 – 22/08/1968: Manuel Zafra Poyato
- 22/08/1968 – 11/12/1972: José Ramón Cisneros Palacios
- 11/12/1972 – 07/02/1984: Eugenio Montes Cabeza
- 07/02/1984 – 23/04/1984: Rafael Carrión Moreno
- 23/04/1984 – 07/05/1984: Juan Silverio de la Chica Viso
- 07/05/1984 – 02/06/1984: Francisco Ramos Herrero
- 02/06/1984 – 14/10/1986: Gabriel Rojas Fernández
- 29/06/1986 – 19/09/1990: Luis Cuervas Vilches
- 19/09/1990 – 29/10/1990: José María Cruz Rodríguez
- 29/10/1990 – 05/08/1995: Luis Cuervas Vilches
- 05/08/1995 – 10/10/1995: José María del Nido
- 10/10/1995 – 14/02/1996: Francisco Escobar Gallego
- 14/02/1996 – 15/05/1997: José María González de Caldas
- 15/05/1997 – 10/02/2000: Rafael Carrión Moreno
- 10/02/2000 – 27/05/2003: Roberto Alés García
- 27/05/2003 – 09/12/2013: José María del Nido
- 09/12/2013 –: José Castro Carmona

## Trenerzy klubu
| Lp. | Imię i nazwisko    | Okres urzędowania | Okres urzędowania |
| --- | ------------------ | ----------------- | ----------------- |
| 1.  | Joaquín Valenzuela | 1908              | 1910              |
| 2.  | Eugenio Eizaguirre | 1910              | 1917              |
| 3.  | Marka Pepe         | 1917              | 1921              |
| 4.  | Arturo Ostos       | 1921              | 1923              |
| 5.  | Charles O’Hagan    | 1923              | 1924              |
| 6.  | Ángel Villagrán    | 1924              | 1927              |
| 7.  | Lippo Hertzka      | 1927              | 1930              |
| 8.  | José Quirante      | 1930              | 1933              |
| 9.  | Ramón Encinas      | 1933              | 1936              |
| 10. | Marka Pepe         | 1939              | 1941              |
| 11. | Victoriano Santos  | 1941              | 1942              |
| 12. | Marka Pepe         | 1942              | 1942              |
| 13. | Patrick O’Connell  | 1942              | 1945              |
| 14. | Ramón Encinas      | 1945              | 1947              |
| 15. | Patricio Caicedo   | 1947              | 1949              |
| 16. | Campanal           | 1949              | 1953              |
| 17. | Helenio Herrera    | 1953              | 1956              |
| 18. | Satur Grech        | 1956              | 1957              |
| 19. | Campanal           | 1957              | 1957              |
| 20. | Diego Villalonga   | 1957              | 1958              |
| 21. | Jenő Kalmár        | 1958              | 1958              |
| 22. | José Antonio Ipiña | 1958              | 1959              |
| 23. | Campanal           | 1959              | 1959              |
| 24. | Ramón Encinas      | 1959              | 1959              |
| 25. | Luis Miró          | 1959              | 1961              |
| 26. | Diego Villalonga   | 1961              | 1961              |
| 27. | Antonio Barrios    | 1961              | 1963              |
| 28. | Otto Bumbel        | 1963              | 1964              |
| 29. | Ferdinand Daučík   | 1964              | 1965              |
| 30. | Ignacio Eizaguirre | 1965              | 1966              |
| 31. | Juan Arza          | 1966              | 1966              |
| 32. | Sabino Barinaga    | 1966              | 1966              |
| 33. | Juan Arza          | 1967              | 1967              |
| 34. | Antonio Barrios    | 1967              | 1968              |
| 35. | Juan Arza          | 1968              | 1969              |
| 36. | Maximilian Merkel  | 1969              | 1971              |
| 37. | Diego Villalonga   | 1971              | 1971              |
| 38. | Dan Jeorjadis      | 1971              | 1972              |
| 39. | Vic Buckingham     | 1972              | 1972              |
| 40. | Diego Villalonga   | 1972              | 1972              |
| 41. | Juan Arza          | 1972              | 1973              |
| 42. | Salvador Artigas   | 1973              | 1973              |
| 43. | Ernst Happel       | 1973              | 1973              |

| Lp. | Imię i nazwisko       | Okres urzędowania | Okres urzędowania |
| --- | --------------------- | ----------------- | ----------------- |
| 44. | Roque Olsen           | 1974              | 1976              |
| 45. | Luis Cid              | 1976              | 1979              |
| 46. | Miguel Muñoz          | 1979              | 1981              |
| 47. | Manolo Cardo          | 1981              | 1986              |
| 48. | Jock Wallace          | 1986              | 1987              |
| 49. | Xabier Azkargorta     | 1987              | 1988              |
| 50. | Roque Olsen           | 1989              | 1989              |
| 51. | Vicente Cantatore     | 1989              | 1991              |
| 52. | Víctor Espárrago      | 1991              | 1992              |
| 53. | Carlos Bilardo        | 1992              | 1993              |
| 54. | Luis Aragonés         | 1993              | 1995              |
| 55. | Toni Oliveira         | 1995              | 1995              |
| 56. | Juan Carlos           | 1995              | 1996              |
| 57. | Víctor Espárrago      | 1996              | 1996              |
| 58. | José Antonio Camacho  | 1996              | 1997              |
| 59. | Carlos Bilardo        | 1997              | 1997              |
| 60. | Julián Rubio          | 1997              | 1997              |
| 61. | Vicente Miera         | 1997              | 1997              |
| 62. | Juan Carlos           | 1998              | 1998              |
| 63. | Fernando Castro       | 1998              | 1999              |
| 64. | Marcos Alonso         | 1999              | 2000              |
| 65. | Juan Carlos           | 2000              | 2000              |
| 66. | Joaquín Caparrós      | 2000              | 2005              |
| 67. | Juande Ramos          | 2005              | 2007              |
| 68. | Manolo Jiménez        | 2007              | 2010              |
| 69. | Antonio Álvarez       | 2010              | 2010              |
| 70. | Gregorio Manzano      | 2010              | 2011              |
| 71. | Marcelino             | 2011              | 2012              |
| 72. | Míchel                | 2012              | 2013              |
| 73. | Unai Emery            | 2013              | 2016              |
| 74. | Jorge Sampaoli        | 2016              | 2017              |
| 75. | Eduardo Berizzo       | 2017              | 2017              |
| 76. | Vincenzo Montella     | 2017              | 2018              |
| 77. | Joaquín Caparrós      | 2018              | 2018              |
| 78. | Pablo Machín          | 2018              | 2019              |
| 79. | Joaquín Caparrós      | 2019              | 2019              |
| 80. | Julen Lopetegui       | 2019              | 2022              |
| 81. | Jorge Sampaoli        | 2022              | 2023              |
| 82. | José Luis Mendilibar  | 2023              | 2023              |
| 83. | Diego Alonso          | 2023              | 2023              |
| 84. | Quique Sánchez Flores | 2023              | 2024              |
| 85. | García                | 2024              | nadal             |